# Atlantic Cup (Major League Soccer)
Pour les articles homonymes, voir Atlantic Cup.
L'Atlantic Cup est le nom donné aussi bien à la rivalité opposant le DC United aux Red Bulls de New York qu'au trophée annuel remis depuis 2002 au vainqueur de la triple confrontation entre les deux clubs en Major League Soccer, élite du soccer américain. La rivalité est également connue sous le nom de I-95 Derby,. Fondés tous les deux en 1996, le DCU et les Red Bulls sont respectivement installés à Washington et New York, dans le nord-est des États-Unis.
Si l'origine de la rivalité n'est pas claire, la relative proximité des deux clubs, le nombre important de matchs entre les deux équipes ou encore une rivalité entre les villes de New York et Washington sont avancées par certains pour expliquer cette origine. Depuis la première confrontation entre United et les MetroStars (nom des Red Bulls à l'époque), l'Atlantic Cup est considérée comme l'une des rivalités les plus intenses du soccer nord-américain,.
Sportivement, l'avantage revient au club de Washington. Les deux clubs se sont rencontrés à 71 reprises et le DC United l'a remporté 39 fois, pour 10 matchs nuls et 22 victoires des New-Yorkais. Au sein de l'Atlantic Cup, le DCU a remporté huit des onze éditions de la compétition. United possède également la MLS Cup, l'US Open Cup, le Supporters' Shield et la Ligue des champions, titres ne faisant partie du palmarès des Red Bulls.

## Navigation